# Anneslea donnaiensis
Anneslea donnaiensis är en tvåhjärtbladig växtart som först beskrevs av François Gagnepain, och fick sitt nu gällande namn av Clarence Emmeren Kobuski. Anneslea donnaiensis ingår i släktet Anneslea och familjen Pentaphylacaceae. Inga underarter finns listade i Catalogue of Life.